# Jurićev Kal
Jurićev Kal (en italien : Fonte San Giorgio) est une localité de Croatie située en Istrie, dans la municipalité de Barban, dans le comitat d'Istrie. En 2001, la localité comptait 71 habitants.

## Démographie
| 1948 | 1953 | 1961 | 1971 | 1981 | 1991 | 2001 |
| ---- | ---- | ---- | ---- | ---- | ---- | ---- |
| 155  | 159  | 130  | 95   | 78   | 84   | 71   |